# فرمانده بال
فرمانده بال (انگلیسی: Wing commander) یک درجه افسر ارشد است که توسط نیروهای هوایی برخی از کشورها استفاده می‌شود و ریشه در نیروی هوایی سلطنتی دارد و اغلب فرماندهی یک بال هوایی را برعهده دارد. این درجه توسط نیروهای هوایی بسیاری از کشورهایی که نفوذ تاریخی بریتانیا (اتحادیه کشورهای مشترک‌المنافع) را دارند، استفاده می‌شود.
فرمانده بال بلافاصله بالاتر از رهبر اسکادران و بلافاصله پایین‌تر از کاپیتان گروه قرار دارد. این درجه معمولاً معادل درجه فرمانده (یا ناخدا دوم) در نیروی دریایی و درجه سرهنگ دوم در سایر نیروها است.
درجه معادل در نیروی هوایی کمکی زنان و نیروی هوایی سلطنتی زنان (تا سال ۱۹۶۸) و در سرویس پرستاری نیروی هوایی سلطنتی پرنسس مری (تا سال ۱۹۸۰) افسر بال بود. درجه معادل در سپاه ناظران سلطنتی (تا سال ۱۹۹۵) فرمانده ناظر بود که نشان درجه مشابهی داشت.